# Bulok Bridge
Die Bulok Bridge (Schreibvariante: Bulock Bridge) ist eine Straßenbrücke im westafrikanischen Staat Gambia. Die Brücke überspannt den Bulok Bolong westlich von Bulok. Sie überführt die South Bank Road.
Im Jahr 2007 wird vom schlechten Zustand der Brücke berichtet.